# Renata Capitanio
Renata Capitanio (Bergamo, 20 giugno 1960) è un'ex mezzofondista e velocista italiana.

## Biografia
Ha vinto complessivamente 5 medaglie d'oro ai campionati italiani assoluti (2 negli 800 m e 3 nella staffetta 4×400 m) ed una medaglia d'oro ai campionati italiani assoluti indoor, nella staffetta 4×2 giri.

## Campionati nazionali
1980
- Oro ai campionati italiani assoluti, 800 m piani - 2'10"9
- Oro ai campionati italiani assoluti, 4×400 m - 3'41"91[2] (in squadra con Lucia Tampellini, Rossana Lombardo e Marina Favaro)
- Oro ai campionati italiani assoluti indoor, 4×2 giri - 3'47"9 (in squadra con Lucia Tampellini, Rossana Lombardo e Marina Favaro)

1981
- Oro ai campionati italiani assoluti, 800 m piani - 2'12"51
- Oro ai campionati italiani assoluti, 4×400 m - 3'44"03 (in squadra con Ariela Cappelletti, Costa e Rossana Lombardo)

1982
- Oro ai campionati italiani assoluti, 4×400 m - 3'48"65 (in squadra con Maffetti, Costa e Rossana Lombardo)